# Satanás en prisión
Satanás en prisión (Satan en prison) es una cortometraje mudo de la productora francesa Star Film del año 1907, dirigido y protagonizado por Georges Méliès.
Lanzada en Estados Unidos en noviembre de ese año, la película fue la última en que Méliès apareció como Satanás, descrito como una de las piedras angulares perfectas para sus proyecciones. Anteriormente, Méliès había sido un exitoso mago y artista de teatro, y encontró al Diablo como el personaje perfecto para interpretar la magia en sus películas.

## Trama
La película presenta a Méliès en una habitación que pretende ser una celda y encuentra formas de curar su aburrimiento realizando trucos, como marcos de cuadros que desaparecen y aparecen de forma mágica, y chimeneas y mesas con vino que aparecen repentinamente. Hacia el final de la película aparece como Satanás y engaña a sus guardias desapareciendo en una manta.

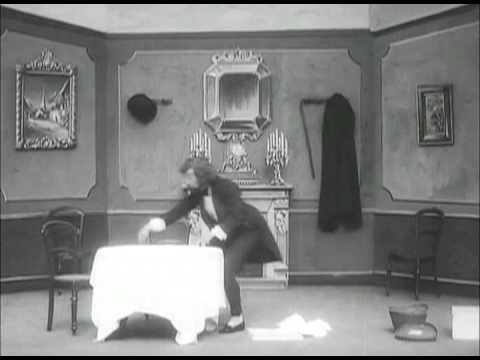
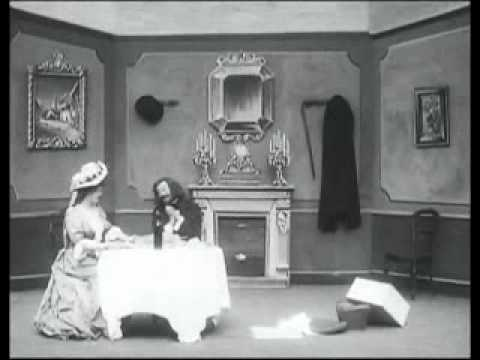
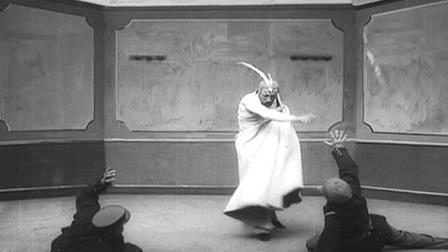